# Jean de Médicis (1421-1463)
Pour les articles homonymes, voir Jean de Médicis.
Pour les autres membres de la famille, voir Famille de Médicis.
Jean de Médicis (en italien Giovanni di Cosimo de' Medici) (né le 3 juillet 1421 à Florence et mort dans la même ville le 23 septembre 1463) est un banquier florentin, un homme lettré et un mécène de nombreux artistes de la Renaissance, membre de la puissante famille de Médicis.

## Biographie
Jean de Médicis est le fils cadet de Cosme l'Ancien (Cosimo il Vecchio) et de Contessina de Bardi, le frère cadet de Pierre le Goutteux (Piero il Gottoso) et, par conséquent, l'oncle de Laurent le Magnifique.
Inscrit dès son jeune âge à l'Arte del Cambio (1426) et ensuite à l'Arte della Lana (1435), il fut initié aux affaires bancaires de la famille Médicis en 1438, dirigeant la filiale de Ferrare. 
Son éducation humaniste fut de haut niveau et son intérêt se porta sur la musique.
En 1447, il  collabora à l'Université de Florence, ville universitaire. En 1454, il fut élu prieur et un an plus tard, fit partie de la délégation d'ambassadeurs envoyés à Rome pour saluer le nouveau pape Calixte III. Toujours en 1455 il devient directeur général de la Banque Médicis.
Il eut, de son épouse Ginevra Alessandri (mariés le  20 janvier 1453), un seul enfant, Cosimino, décédé en 1459 à huit ans. Il a eu deux autres enfants, illégitimes, Francesco et Giovanni, tous deux morts également en bas âge.
Il mourut  en 1463, un an avant son père. Sa mort est probablement causée par les maladies héréditaires qui frappaient la branche principale des Médicis.
Son tombeau est dans la Sagrestia Vecchia de la Basilique San Lorenzo de Florence, et le monument funéraire, qui accueille également son frère, est d'Andrea Verrocchio.

## Le mécène
Jean est étroitement associé au mécénat de son père. Cosme est avant tout passionné par l’architecture. Vasari écrit que « toute sa vie, il fit élever des murs. » Il délègue à Jean et à son frère Pierre (décédé en 1469) les autres commandes, celles passées aux peintres et aux sculpteurs. 

## Le banquier
À la mort de Giovanni Benci, Jean de Médicis prend avec son frère Pierre la fonction de directeur général de la banque Médicis. Le déclin de la banque commence vers 1464. Les Médicis n’arriveront jamais à se faire rembourser, par Édouard IV et ses barons, l’argent qu’ils avaient été contraints de leur prêter pour obtenir l’autorisation d’exporter de la laine. La filiale de Londres sera liquidée en 1478 avec un passif de 51 333 florins.

## Postérité
Il est représenté comme le plus jeune mage dans le cortège de L'Adoration des mages de Botticelli où son frère figure également.